# Scooter (Muppet)
Scooter funge da "tuttofare" nelle dietro le quinte del Muppet Show, ed è uno dei principali personaggi dei Muppet, apparso fin dal primo episodio prodotto fino all'ultimo.
Scooter compare quasi esclusivamente nel backstage con ruoli principali. Anche se di tanto in tanto ha eseguito numeri sul palco. 
Dalla quinta alla quarta stagione, Scooter è apparso prima della sigla dove ha il ruolo di avvisare l'ospite speciale che lo show sta per iniziare.
Lui ha anche una sorella di nome Skeeter.

## Aspetto
Scooter è un giovane vago umanoide dalla pelle arancione e con un grande naso. Ha anche un paio di occhiali con occhi inglobati nelle lenti. Ha capelli di lana e indossa sempre una giacca verde lucida, con su scritto sul retro "The Muppet Show".

## Storia

### Muppet Show
La prima apparizione di Scooter risale già al primo episodio del Muppet Show (dove ha già il ruolo principale), anche se l'ufficiale comparsa avviene nel sesto episodio della prima stagione. Una gag ricorrente riguarda il fatto che lo zio di Scooter, J.P Grosse, è il proprietario del teatro dei Muppet, è spesso sfruttato da suo nipote per ottenere ciò che vuole.
Nel diciannovesimo episodio della quarta stagione, Scooter ha seguito un corso di corrispondenza leggendo un libro per diventare un supereroe.
A volte, Scooter ha aiutato Miss Piggy nei suoi tentativi per far diventare Kermit romanticamente interessato a lei.
Nel ventesimo episodio della terza stagione, Scooter ha venduto pass privati per il backstage di alcune fan di Sylvester Stallone. Questa azione fece arrabbiare Kermit.
Nell'ottavo episodio della terza stagione, Scooter ha avuto il ruolo di dirigere lo show quando Kermit, accidentalmente, parte per un treno mentre lo spettacolo andava avanti.
Scooter ha spesso interagito con Fozzie eseguendo insieme duetti musicali e sketch.

### Apparizioni successive
Dopo il Muppet Show, Scooter fece apparizioni con ruoli minori nei film Ecco il film dei Muppet (1979), Giallo in casa Muppet (1981) e I Muppet alla conquista di Broadway (1984).
Comunque, Scooter riebbe di nuovo un ruolo importante nella serie Muppet Babies, dove compare al suo fianco la sua sorella Skeeter (che non farà nessun'altra apparizione nelle produzioni Muppet).
Negli anni '90, dopo la morte del suo esecutore, Richard Hunt, Scooter uscì a far parte del cast dei Muppet e smise di comparire sullo schermo fino al 1999.
Scooter iniziò a ricomparire a partire dal 1999 con il film I Muppets venuti dallo spazio, dove, però, ebbe solo brevi ruoli di lingua.
Scooter ritorna ad essere un personaggio principale del cast con il film del 2011, I Muppet.